# Rezerwat przyrody Starodrzew Dobieszyński
Rezerwat przyrody Starodrzew Dobieszyński – leśny rezerwat przyrody w pobliżu wsi Dobieszyn w gminie Stromiec, na terenie leśnictwa Ksawerów, nadleśnictwa Dobieszyn, utworzony w 1990 w celu zachowania unikalnego fragmentu Puszczy Stromeckiej. Drzewostan obejmuje starodrzew dębowo-sosnowy naturalnego pochodzenia na siedlisku lasu mieszanego świeżego, część drzewostanu posiada dwupiętrową budowę.

## Turystyka
Przez rezerwat przechodzi  zielony szlak turystyczny: Dobieszyn PKP - Studzianki Pancerne.